# (37280) 2000 YT19
2000 واي تي 19 (ويعرف أيضًا باسم (37280) 2000 واي تي 19 وفق تسمية الكوكب الصغير) (بالإنجليزية: 2000 YT19)‏ هو كويكب ضمن حزام الكويكبات؛ وترتيبه 37280 من حيث الاكتشاف.
اكتُشف هذا الجُرم الفلكي بواسطة John V. McClusky ‏ في 28 ديسمبر 2000.

## وصلات خارجية
- (37280) 2000 YT19 في قاعدة بيانات مختبر الدفع النفاث لأجرام النظام الشمسي الصغيرة

- الاكتشاف · مخطط المدار ·  العناصر المدارية · المعلمات المادية

- (37280) 2000 YT19 على موقع ويكي سكاي: DSS2, SDSS, GALEX, IRAS, Hydrogen α, X-Ray, Astrophoto, Sky Map, Articles and images